# Hauban
Hauban ist eine französische Gemeinde mit 96 Einwohnern (Stand: 1. Januar 2022) im Département Hautes-Pyrénées in der Region Okzitanien (bis 2015 Midi-Pyrénées). Sie gehört zum Arrondissement Bagnères-de-Bigorre und zum Gemeindeverband Haute-Bigorre.

## Geografie

Hauban vor dem Hintergrund der verschneiten Pyrenäengipfel

Die Gemeinde Hauban liegt in der Landschaft Bigorre im Vorland der Pyrenäen, etwa 20 Kilometer südöstlich der Départements-Hauptstadt Tarbes und 20 Kilometer östlich von Lourdes. Das 2,22 km² umfassende Gemeindegebiet wird im Westen vom Oberlauf des Flusses Arrêt-Darré begrenzt. Das Dorf Hauban liegt auf einem Bergrücken zwischen den Tälern von Arrêt-Darré und dem Ruisseau de Hauban, einem Nebenfluss des Arrêt. Mit 621 m über dem Meer wird an der Südgrenze der Gemeinde der höchste Punkt erreicht. Zu Hauban gehört der Weiler Pey. Umgeben wird Hauban von den Nachbargemeinden Orignac im Norden, Mérilheu im Osten, Bagnères-de-Bigorre im Süden, Pouzac im Südwesten sowie Ordizan im Nordwesten.

## Ortsname
Der Ortsname tauchte erstmals 1429 als Auben auf. Ab 1740 findet sich dann die bis heute gebräuchliche Schreibweise Hauban.
Zur Zeit der Gemeindegründungen 1793 bis 1801 hieß der Ort für eine kurze Zeit Laubau.

## Bevölkerungsentwicklung
| Jahr      | 1962 | 1968 | 1975 | 1982 | 1990 | 1999 | 2010 | 2021 |
| --------- | ---- | ---- | ---- | ---- | ---- | ---- | ---- | ---- |
| Einwohner | 76   | 76   | 64   | 90   | 106  | 97   | 90   | 99   |

Im Jahr 1856 wurde mit 164 Bewohnern die bisher höchste Einwohnerzahl ermittelt. Die Zahlen basieren auf den Daten von cassini.ehess und INSEE.

## Wappen
Blasonierung: „Gespalten, vorn in Gold ein blauer aufrechter nach rechts schreitender Löwe, hinten in Rot drei nach unten gerichtete goldene Pfeile mit blauer Befiederung.“

## Sehenswürdigkeiten

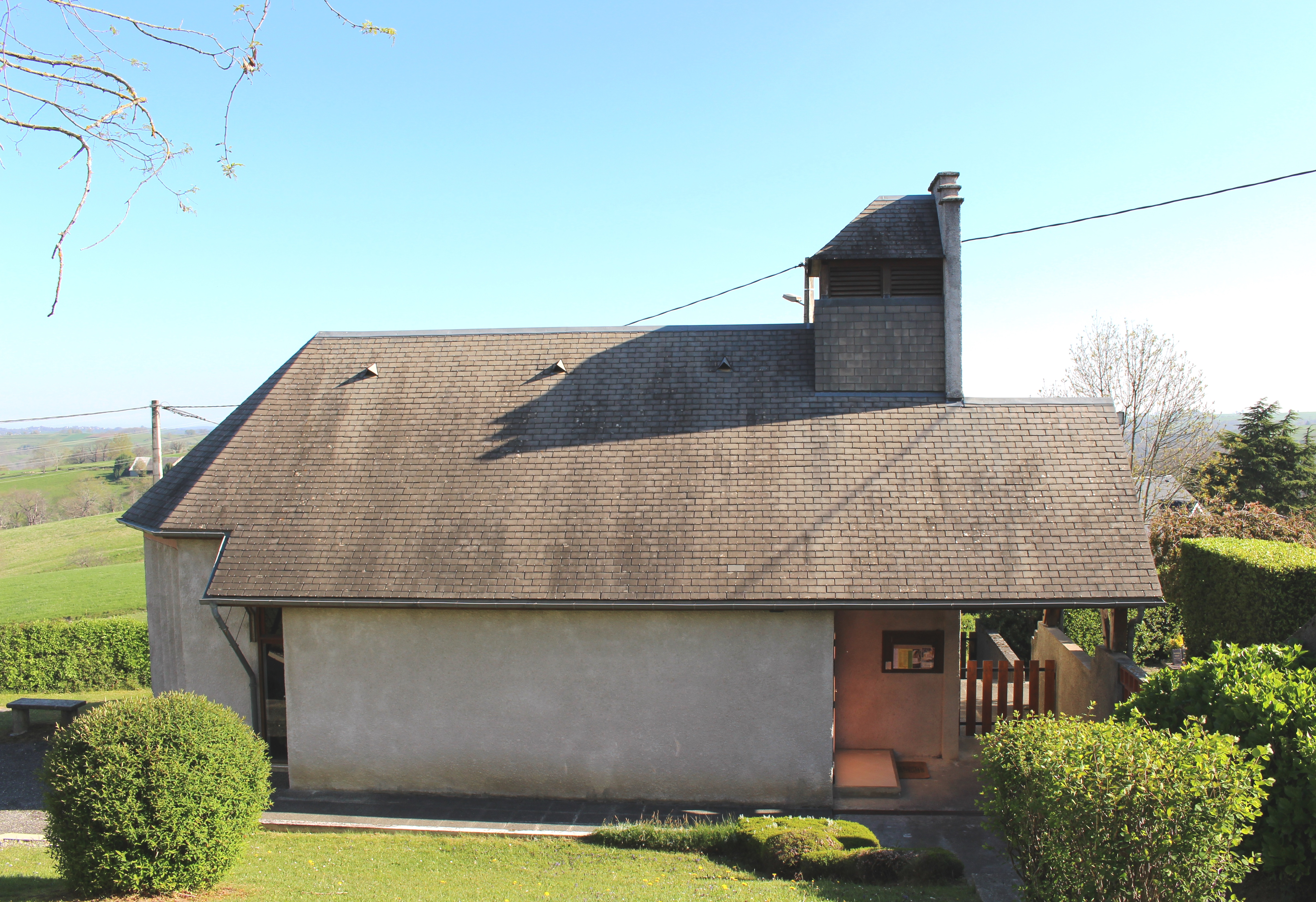
Kirche Sainte-Bernadette

- Kirche Sainte-Bernadette

## Wirtschaft und Infrastruktur
Hauban ist bäuerlich geprägt. In der Gemeinde sind 14 Landwirtschaftsbetriebe ansässig (Getreideanbau, Schaf-, Ziegen- und Rinderzucht, Milchviehhaltung).
Durch die unmittelbare Nähe zur Arrondissements-Hauptstadt Bagnères-de-Bigorre ist die Gemeinde Hauban verkehrstechnisch gut erschlossen. Im 15 Kilometer entfernten Tournay besteht Anschluss an die Autoroute A 64. In Tournay befindet sich auch der nächstgelegene Bahnhof – an der Bahnstrecke Toulouse–Bayonne.

## Belege
1. ↑  Michel Grosclaude und Jean-François:  le Dictionnaire toponymique des communes des Hautes Pyrénées
2. ↑  Hauban. cassini.ehess.fr (französisch)
3. ↑  Hauban auf cassini.ehess
4. ↑  Hauban auf insee.fr
5. ↑  Landwirtschaftsbetriebe auf annuaire-mairie.fr (französisch)